# Consolidated Fleetster
Consolidated Model 17 Fleetster là một loại máy bay vận tải hạng nhẹ của Hoa Kỳ trong thập niên 1920, do Consolidated Aircraft Corporation chế tạo.

## Biến thể

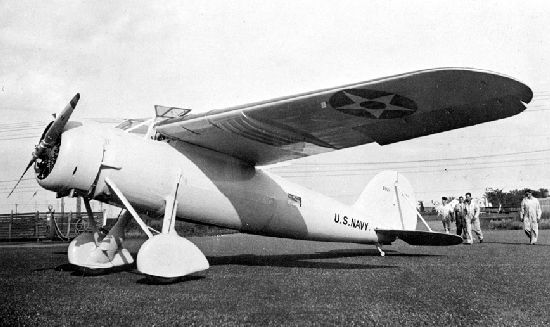
XBY-1

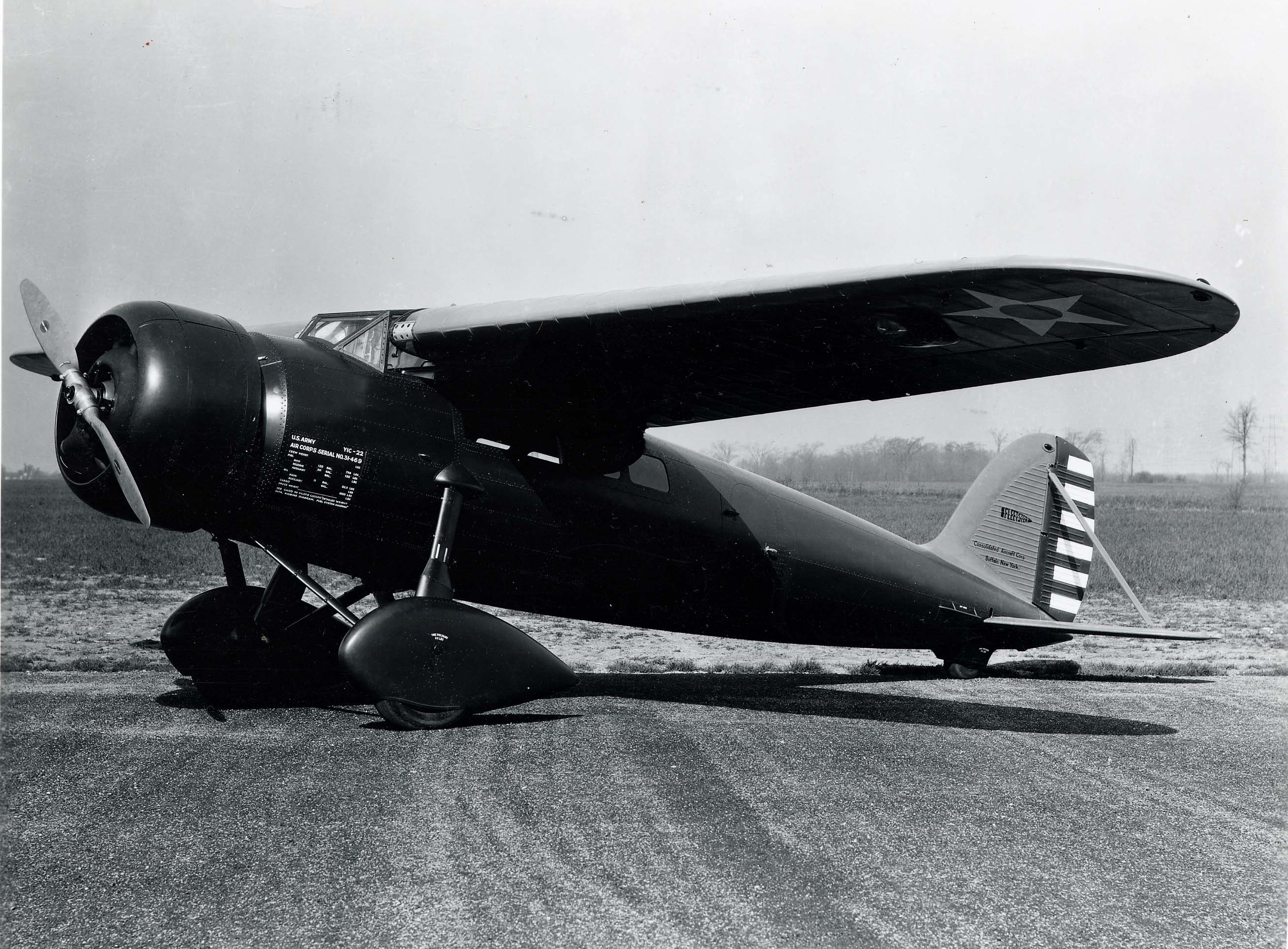
Y1C-22

Model 17-1
Model 17AF
Model 17-2AC
Model 18
Máy bay ném bom hoạt độn trên tàu sân bay cho Hải quân Hoa Kỳ.
Model 20-1
Model 20-A
C-11
C-22

## Quốc gia sử dụng
Spain
- Không quân Cộng hòa Tây Ban Nha - Model 20-A

## Tính năng kỹ chiến thuật (Model 17)
Dữ liệu lấy từ General Dynamics Aircraft and their Predecessors 
Đặc điểm tổng quát
- Kíp lái: 1
- Sức chứa: 8 hành khách
- Chiều dài: 31 ft 9 in (9.68 m)
- Sải cánh: 45 ft 0 in (13.72 m)
- Chiều cao: 10 ft 2 in (3.10 m)
- Diện tích cánh: 313.5 ft2 (29.12 m2)
- Trọng lượng rỗng: 3.326 lb (1.512 kg)
- Trọng lượng có tải: 5.600 lb (2.545 kg)
- Động cơ: 1 × Pratt & Whitney R-1860 Hornet B, 575 hp (429 kW)

Hiệu suất bay
- Vận tốc cực đại: 180 mph (290 km/h)
- Vận tốc hành trình: 153 mph (246 km/h)
- Tầm bay: 675 dặm (1086 km)
- Trần bay: 18.000 ft (5485 m)